# San Clemente, Tarlac
San Clemente là một đô thị hạng 5 ở tỉnh Tarlac, Philippines. Theo điều tra dân số năm 2000, đô thị này có dân số 11.703 người trong 2.462 hộ.

## Các đơn vị hành chính
San Clemente được chia thành 12 barangay.
- Balloc
- Bamban
- Casipo
- Catagudingan
- Daldalayap
- Doclong 1
- Doclong 2
- Maasin
- Nagsabaran
- Pit-ao
- Poblacion Norte
- Poblacion Sur